# Rod Kafer
Rodney Bruce Kafer (Newcastle, 25 de junio de 1971) es un comentarista deportivo de Fox Sports y ex–jugador australiano de rugby que se desempeñaba como centro y ocasionalmente como apertura.

## Selección nacional
Kafer fue diagnosticado con Diabetes mellitus tipo 1 a la edad de 15 años. Debido a su enfermedad se retiró con solo 32 años en 2003.
Fue convocado a los Wallabies por primera vez en agosto de 1999 ante los All Blacks en el último partido del Torneo de las Tres Naciones 1999, se convirtió en un jugador regular de las concentraciones del equipo y disputó su último partido contra el XV de la Rosa en noviembre de 2000 como parte de la Gira de los Wallabies 2000. En total jugó 12 partidos y marcó un try.

### Participaciones en Copas del Mundo
Participó del Mundial de Gales 1999 donde se consagró como campeón del Mundo. Rod Macqueen lo convocó como suplente del apertura estrella Stephen Larkham, por lo que solo jugó dos partidos; ingresó ante las Águilas en reemplazo del centro Nathan Grey y fue el apertura titular ante Rumania, ambos partidos fueron de la fase de grupos.
| Mundial                       | Sede  | Resultado | PJ | Tries |
| ----------------------------- | ----- | --------- | -- | ----- |
| Copa Mundial de Rugby de 1999 | Gales | Campeón   | 2  | 0     |

## Palmarés
- Campeón de The Rugby Championship de 2000.
- Campeón de la Copa de Campeones de 2001–02.
- Campeón de la Premiership Rugby de 2001–02.